# Sauwetter
Sauwetter ist ein umgangssprachlicher Ausdruck für eine regnerische, ungemütliche Wetterlage. Es wird seit Ende des 19. Jahrhunderts in der Literatur nachgewiesen. Ähnliche Worte sind Schmuddelwetter, Dreck(s)wetter und ähnliches.

## Etymologie
Die Vorsilbe Sau- wird in einer Vielzahl von deutschen Worten zur Intensivierung gebraucht. Vergleichbare Wortschöpfungen sind Sauglück, Saukälte oder als Adjektiv saugrob, saukalt oder sauschlecht. Ursprünglich war Sau eine negative Vorsilbe. In der Studentensprache des 19. Jahrhunderts war damit das gemeint, was schlecht und unangenehm ist, später wurde die Silbe auch in das Gegenteil verkehrt (z. B. „Sauglück“).

## Jägersprache
Jagdkundliche Literatur erklärt hingegen, das Wort Sauwetter entstamme ursprünglich aus der Jägersprache.
In der Jägersprache hat Sauwetter, auch daraus abgeleitet: Schweinewetter, für Jäger die Bedeutung „Sau-Wetter“, da bei solchem Wetter eine Jagd auf Wildschweine (Sauen) erfolgversprechender ist. Sauen nutzen feuchtes Wetter verstärkt zur Nahrungssuche, da sich nasser Boden leichter und auch geräuschärmer aufbrechen lässt. Bei schönem Wetter liegen sie eher geschützt im schattigen Dickicht und sind nur schwer zu jagen. Sau-Wetter ist also gutes Wetter zur Jagd auf Wildschweine. Anderes Wild sucht bei Sauwetter dagegen eher Unterschlupf und ist weniger aktiv. Gegenüber dem Sauwetter aus der Jägersprache, wo es für einen jeweiligen Jagderfolg eher gutes Wetter bedeutet, ist in der Umgangssprache diese Bedeutung umgekehrt.
Ein weiteres jagdliches Sprichwort besagt: „Sauwetter ist Bauwetter“. Es betrifft die Baujagd mit Jagdhunden. Bei schlechtem Wetter sind zum Beispiel Fuchs und Dachs eher in ihrem Bau anzutreffen und der Jäger kann sie dort mithilfe des Hundes heraustreiben und erjagen.